# SDSS J112118.57+433246.5
| SDSS J112118.57+433246.5                                | SDSS J112118.57+433246.5  |
| ------------------------------------------------------- | ------------------------- |
| Beobachtungsdaten Äquinoktium: J2000.0, Epoche: J2000.0 |                           |
| Sternbild                                               | Ursa Major                |
| Rektaszension                                           | 11h 21m 18,6s             |
| Deklination                                             | +43° 32′ 47″              |
| Helligkeit (J-Band)                                     | (17,04 ± 0,05) mag        |
| Spektralklasse                                          | L7.5                      |
| Entfernung                                              | (46 ± 6) pc (150 ± 20) Lj |
| Katalogbezeichnungen                                    |                           |
| 2MASS J11211858+4332464                                 |                           |

SDSS J112118.57+433246.5 ist ein ungewöhnlich blauer L-Zwerg der Spektralklasse L7.5 (NIR) mit starken Absorptionsbanden von H2O und FeH in seinem Spektrum, die möglicherweise auf eine niedrige Metallizität oder auf eine dünne Schicht von kondensierter Materie ("Wolken") zurückzuführen sind. Eine spektrophotometrische Entfernungsabschätzung dieses im Sternbild Ursa Major gelegenen Objekts ergab eine Distanz von rund 150 Lichtjahren.
SDSS J112118.57+433246.5 wurde mit Hilfe von Daten des Sloan Digital Sky Survey (SDSS) als blauer L-Zwerg identifiziert. Die entsprechende Untersuchung von Chiu et al. wurde 2006 veröffentlicht.